# 毛泽东思想研究会
毛澤東思想研究會（日语：／ Mō Takutō shisō kenkyūkai），簡稱毛研，是日本共產主義者西澤隆二成立的一個政治團體。
1966年，西澤隆二與林克也、大塚有章等人創立刊物《毛澤東思想研究》，成立毛澤東思想研究會。此刊物大量刊登言及日中友好協會內訌的文書，以及辱駡布里茲涅夫、宮本顯治等人的詩作和漫畫，是運動史的貴重文獻。

## 関連項目
- 善隣学生会館事件
- 山崎博昭
- 連合赤軍
- 人民新聞